# Eugenio Jara
Heber Eugenio Jara Valladares (* 27. Dezember 1935 in Talca; † 21. Dezember 2014 in San Bernardo, Santiago) war ein chilenischer Fußballtrainer und -spieler.

## Karriere

### Spieler
Eugenio Jara war als Spieler Ende der 1950er-Jahre sowie in den 1960er-Jahren aktiv. Er spielte dabei für Ferrobádminton, CD O’Higgins und Deportes Colchagua. Detaillierte Informationen zu seiner Spielerkarriere sind nicht bekannt.

### Trainer
1974 begann Jara seine Trainerkarriere bei CDP Curicó Unido, setzte sie bei den Rangers de Talca fort und wechselte 1979 zu Independiente de Cauquenes. In einer erfolgreichen Saison, in der die Brasilianer Ribamar Batista und Benedicto Pereira herausragten, qualifizierte sich das Team für die Aufstiegsrunde zusammen mit den Santiago Wanderers, Audax Italiano und Deportes Arica. Diese Liguilla war das einzige Mal, dass der Klub kurz vor dem Aufstieg in die Primera División stand.
1980 kam er zu CD Magallanes, wo er seine größte Bekanntheit erlangte, indem er die erinnerungswürdige Ära von den Los Comandos prägte. Diese endete damit, dass die Magallanes 1985 an der Copa Libertadores teilnahmen und im Estadio Centenario von Montevideo mit 1:0 gegen Bella Vista gewannen.
Im August 1987 war er für die chilenische B-Nationalmannschaft verantwortlich, die bei den Panamerikanischen Spielen in Indianapolis antrat. Dort gewann La Roja die Silbermedaille, nachdem sie im Halbfinale Argentinien mit 3:2 besiegt und im Finale gegen Brasilien mit 0:2 verloren hatte, und wurde somit Vizemeister des Turniers. Der Sieg gegen Argentinien war der erste Sieg einer chilenischen Männernationalmannschaft gegen den Nachbarstaat. 1988 trainierte Jara die U20-Nationalmannschaft des Andenstaates bei der Südamerikameisterschaft.
Jara setzte seine Trainerkarriere beim CD O’Higgins, San Luis und dem CD Palestino fort, bevor er 1990 ins Ausland ging und Sporting Cristal in Peru trainierte. 1991 kehrte er zu Rangers de Talca zurück, um den Klub vor dem Abstieg in die Tercera División zu bewahren. Seine Karriere beendete er als Trainer bei den Zweitligavereinen Unión Santa Cruz (1993–1995), Deportes Linares (1996), Deportes Arica (1997) sowie dem Drittligaverein Curicó Unido (2000), bei dem er einst er seine Trainerkarriere begonnen hatte.

## Erfolge

### Chile B
- Silbermedaille bei den Panamerikanischen Spielen: 1987

## Tod
Jara starb am 21. Dezember 2014 im Alter von 78 Jahren nach einer Alzheimer-Erkrankung.